# Pär Wahlström
Pär Wahlström, folkbokförd Per-Eric Wahlström, född 13 november 1948 i Enskede församling i Stockholm, är en svensk lärare och författare.
Wahlström har gett ut böckerna Utbildningsprogram. Ghana – land i utveckling (1977), Vi lever av kokosträdet – bilder från Sri Lanka (1982), Alternativ fred (1984), Torkans ansikte – en fotoutställning av Peter Magubane (1985), Den ljusnande framtid är vår – om internationaliserad undervisning för fred, framtidstro och solidaritet (1993) och Skola för mångfald eller enfald – om interkulturell undervisning (1997).
Pär Wahlström är sedan 1981 gift med läraren Gunilla Haag Wahlström, ogift Olsson, (född 1944), dotter till intendenten Nils Olsson och hans maka, ogift Wide. Tillsammans har de sonen Kalle Zackari Wahlström (född 1981).